# 季春奶奶
是2016年5月上映的一部韓國劇情片，由創（尹鴻承）執導，尹汝貞及金高銀主演。本片講述了小時候跟奶奶走散而離奇失蹤的孫女，隱藏過去，事隔十二年後突然回到海邊與奶奶重逢後發生的故事。

## 演員陣容
- 尹汝貞 饰演 洪季春

又稱季春奶奶。是住在濟州島的一名海女，也是當地令人敬重的一位老人家。在孫女慧智失蹤的12年不斷尋找，雖然最後找到的是冒充慧智的恩珠，但他依然用他的包容與諒解，令恩珠十分感動。
- 金高銀 饰演 李慧智／南恩珠
  - 李瑟雨 饰演 幼年时期的李慧智／南恩珠

主人公。季春奶奶的孫女。原名為恩珠，由於一場車禍，導致真正的慧智死亡，慧智是恩珠家中領養的妹妹，因恩珠爸爸想逃避養孩子的責任，在醫院確認死亡時，把恩珠跟慧智身份對調，以至於名為慧智的恩珠被送回孤兒院。從今以後，恩珠用著慧智的名字活了下去。
- 金希沅 饰演 錫浩

住在附近的鄰家大叔。
- 申恩廷 饰演 明玉
- 梁益準 饰演 忠燮

慧智的美术老师。受季春奶奶拜托，教导慧智美術，并为她报名参加比赛。也是開導惠智人生的重要人物。
- 崔珉豪 饰演 翰

慧智在高中的同學中較為認識的。
- 柳俊烈 饰演 朴哲憲

小混混。
- 朴旻智 饰演 閔熙
- 南泰富 饰演 忠熙
- 趙德濟 饰演 贤哲
- 張赫鎮 饰演 卞科長
- 金兰姬 饰演 翰的家人
- 尹世雄 饰演 提条件的男子
- 吴熙俊 饰演 季春家里的警察
- 安智惠 饰演 艺廊解说员
- 申文成 饰演 警察
- 金大明 饰演 医生（友情出演）
- 朴正哲 饰演 徐律師（友情出演）

## 獎項及提名
| 年份   | 頒獎禮       | 奖项           | 入圍者 | 結果 |
| ------ | ------------ | -------------- | ------ | ---- |
| 2016年 | 第53屆大鐘獎 | 最佳女主角     | 尹汝貞 | 提名 |
| 2016年 | 第53屆大鐘獎 | 最佳男子新人獎 | 崔珉豪 | 提名 |
| 2016年 | 第53屆大鐘獎 | 最佳女子新人獎 | 李瑟雨 | 提名 |

## 翻拍作品
惠英紅、刘浩存主演的中国大陆电影《灿烂的她》翻拍自该片，预计2024年3月15日正式上映。

## 外部連結
- NAVER上《季春奶奶》的資料
- Daum上《季春奶奶》的资料
- 韩国电影数据库（KMDb）上《季春奶奶》的資料
- 《季春奶奶》在HanCinema的页面（英文）
- 互联网电影数据库（IMDb）上《季春奶奶》的资料（英文）
- 豆瓣电影上《季春奶奶》的資料 （简体中文）
- Box Office Mojo上《季春奶奶》的资料（英文）
- 爛番茄上《季春奶奶》的資料（英文）
- 季春奶奶（页面存档备份，存于）KoBiz（英文）
- 季春奶奶 - movist （页面存档备份，存于）